# Jimmy Montès
Pour les articles homonymes, voir Montes.
Jimmy Montès, né le 31 mai 1987 à Pau, est un skieur de vitesse français.

## Biographie
Il est le fils de Jean-Lou Montès (président de la commission ski de vitesse de la FFS entre 2004 et 2014) et le frère de Bastien Montès (champion du monde de ski de vitesse en 2017).
Licencié au SC Gavarnies, il débute en 2003 dans la catégorie SDH (Speed Downhill, aujourd'hui S2, avec des équipements de descente de ski alpin). En 2003 aux Arcs il devient  champion du monde Pro. Il est aussi champion de France Juniors en 2006 et 2007. En 2006 aux Arcs, il s'empare du record du monde Juniors SDH avec une vitesse de 204,890 km/h (toujours en vigueur en 2021). En 2007 Il est sacré Champion du monde Juniors SDH à Verbier. Il est vice-champion de France SDH en 2007 et en 2011. 
En 2012, il passe à la catégorie-reine S1 (Speed One). En 2013, il prend une remarquable 5e place au classement général de la Coupe du monde. En 2014 il est champion de France (S1) et termine 10e de la Coupe du monde. En 2016 il est à nouveau Champion de France et il prend la 7e place de la Coupe Monde.
En 2017, il prend la 10e place des championnats du monde à Idrefjäll. Mais il se déchire un ligament croisé sur la finale de la Coupe du Monde à Grandvalira, qu'il termine néanmoins à la 10e place. 
En 2019, il est une 3e fois Champion de France (S1).
En mars 2021, il prend la 11e place du classement général de la Coupe du monde disputée sur 3 courses à Salla, avec une 6e place comme meilleur résultat.
En 2022, il obtient 6 tops-10 en 7 courses qui lui permettent de se classer en 7e position du classement général de la Coupe du monde.
En 2023, il se classe 15e des championnats du monde et 16e de la coupe du monde (avec une 9e place comme meilleur résultat), toutes les courses ayant été organisées à Vars.

## Palmarès

### Coupe du monde S1
- Meilleur classement général : 5e en 2013
- 26 top-10
- Meilleur résultat sur une épreuve : 5e à Grandvalira en 2013

| Saison | Classement | Points |
| ------ | ---------- | ------ |
| 2012   | 11e        | 97     |
| 2013   | 5e         | 173    |
| 2014   | 10e        | 147    |
| 2015   | 7e         | 129    |
| 2016   | 35e        | 24     |
| 2017   | 10e        | 119    |
| 2018   | 35e        | 38     |
| 2019   | 20e        | 84     |
| 2020   | 18e        | 65     |
| 2021   | 11e        | 74     |
| 2022   | 7e         | 193    |
| 2023   | 16e        | 96     |
| 2025   | 33e        | 38     |

### Championnats du monde S1
| Édition                   | Classement |
| ------------------------- | ---------- |
| Mondiaux 2013 Vars        | 16e        |
| Mondiaux 2015 Grandvalira | 13e        |
| Mondiaux 2017 Idrefjäll   | 10e        |
| Mondiaux 2019 Vars        | 28e        |
| Mondiaux 2022 Vars        | 20e        |
| Mondiaux 2023 Vars        | 15e        |
| Mondiaux 2025 Vars        | 20e        |

### Championnats du monde Juniors SDH
| Saison                         | Classement |
| ------------------------------ | ---------- |
| Mondiaux Pro Juniors 2003 Arcs | Or         |
| Mondiaux Juniors 2007 Verbier  | Or         |

### Championnats de France S1
| Édition              | Classement |
| -------------------- | ---------- |
| 2013 Vars            | 4e         |
| 2014 -               | Or         |
| 2015 -               |            |
| 2016 Vars            | Or         |
| 2017 Grandvalira     | Argent     |
| 2018 Grandvalira     | 5e         |
| 2019 Villard-de-Lans | Or         |

### Record personnel
- S1 : 238,095 km/h à Vars en 2014
- SDH Juniors : 204,890 km/h en 2006 aux Arcs (Record du monde)